# Saint-Louis (Alto Rin)

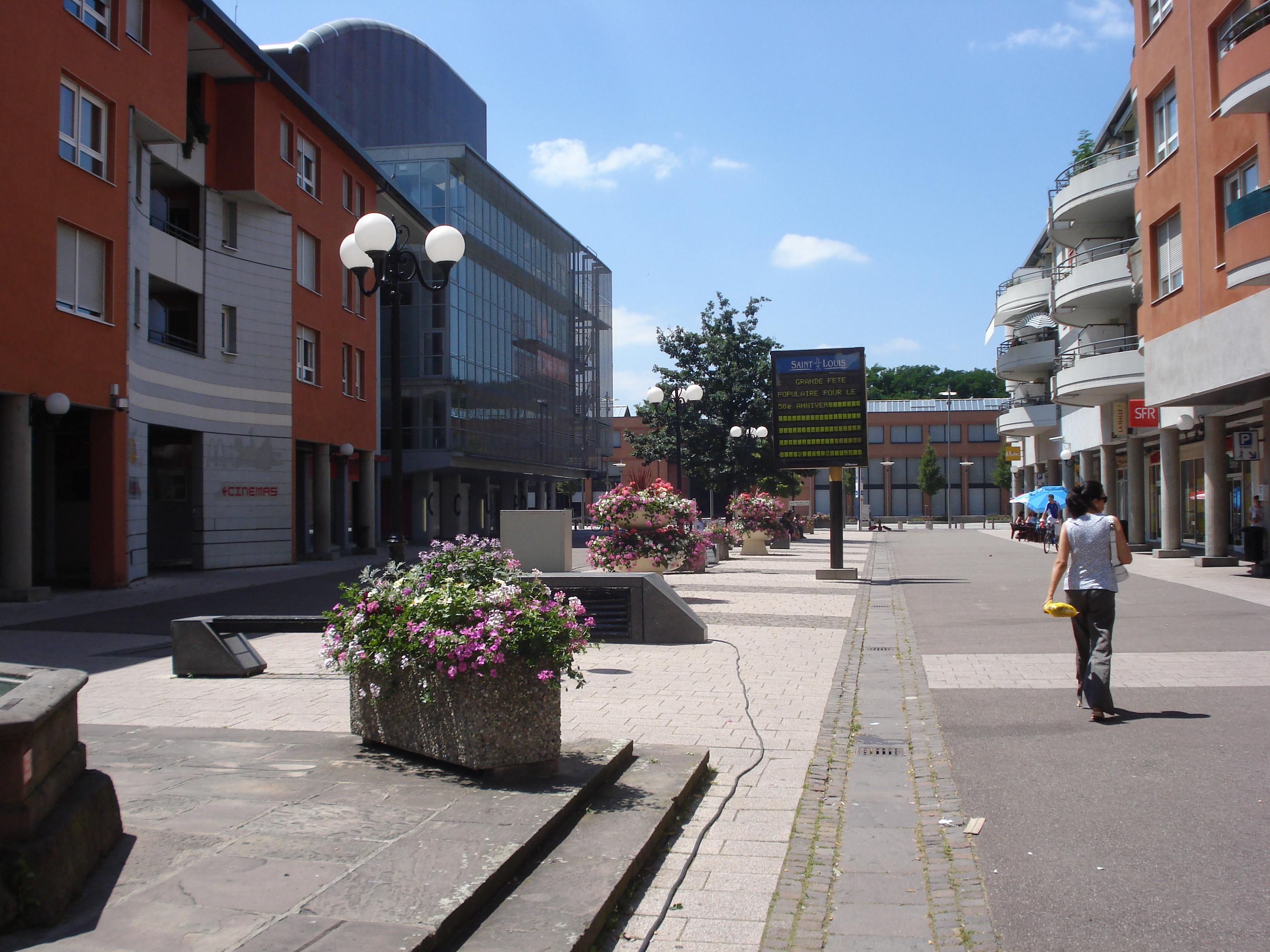
Croisée des Lys

Saint-Louis es una ciudad de Francia situada en la circunscripción administrativa de Alto Rin y, desde el 1 de enero de 2021, en el territorio de la Colectividad Europea de Alsacia, en la región de Gran Este. Tiene una población estimada, a inicios de 2021, de 22 698 habitantes.
Fue fundada y bautizada con su nombre por el rey Luis XIV en 1684.
La ciudad es un importante centro turístico debido a su ubicación privilegiada en la frontera de tres países.

## Croisée des Lys
La renovación del centro de Saint-Louis comenzó en los años 1990. Desde entonces la ciudad ha modernizado profundamente sus instalaciones públicas, culturales, deportivas, asociativas y de ocio, creando al mismo tiempo un nuevo centro: la Croisée des Lys. En la zona hay comercios, viviendas, oficinas y numerosos eventos culturales, como la mediateca Le Parnasse, el cine La Coupole y la Fundación Fernet-Branca.

## EuroAeropuerto Basilea-Mulhouse-Friburgo
El EuroAeropuerto Basilea-Mulhouse-Friburgo, empresa binacional comúnmente conocida como "Aeropuerto de Basilea", alcanzó en 2019, antes de la pandemia originada por el COVID-19, un récord de 9.1 millones de pasajeros. En 2023 la cifra se recuperó hasta llegar a poco más de 8 millones.

## Demografía
| 12 378 | 14 845 | 18 007 | 18 682 | 19 547 | 19 961 | 22 698 |
| Para los censos de 1962 a 1999 la población legal corresponde a la población sin duplicidades (Fuente: INSEE [Consultar]) |        |        |        |        |        |        |